# Serbia en el Festival de la Canción de Eurovisión Junior
Serbia fue uno de los países que debutó en el IV Festival de Eurovisión Junior en 2006.
Participó hasta el 2010, año que consiguió un tercer puesto al igual que en el 2007, su mejor resultado hasta el momento. El peor resultado que ha obtenido este país es una decimosegunda posición en el año 2008.
Desde 2011 hasta 2014, Serbia no participó en este festival, después de haber anunciado que la cadena pública (RTS) serbia tiene problemas de financiación. 
Una de las cantantes que ha representado a Serbia en el Festival de Eurovisión Junior, Nevena Božović, fue representante en la edición senior de  Eurovisión 2013 como integrante del grupo Moje 3. Además también participó como solista en 2019, siendo la primera cantante en cantar en solitario en el festival Junior y el de adultos. 
Anteriormente participó como Serbia y Montenegro en el festival del 2005. Tras la disolución del país en 2006, Serbia empezó a participar el mismo año mientras que Montenegro debutó en el festival del 2014.
Hay que tener en cuenta que Serbia debutó en el festival junior como nación independiente un año antes que en el festival de adultos.
Su puntuación media hasta su retiro es de 73,79 puntos.

## Participación
| 2006                           | Bucarest  | Neustrašivi Učitelji Stranih Jezika | «Učimo strane jezike»      | 5  | 81  |
| 2007                           | Rótterdam | Nevena Božović                      | «Piši mi»                  | 3  | 120 |
| 2008                           | Limassol  | Maja Mazić                          | «Uvek kad u nebo pogledam» | 12 | 37  |
| 2009                           | Kiev      | Ništa Lično                         | «Onaj pravi»               | 10 | 34  |
| 2010                           | Minsk     | Sonja Škorić                        | «Čarobna noć»              | 3  | 113 |
| No participó entre 2011 y 2013 |           |                                     |                            |    |     |
| 2014                           | Marsa     | Emilija Djonin                      | «Svet u mojim očima»       | 10 | 61  |
| 2015                           | Sofía     | Lena Stamenković                    | «Lenina pesma»             | 7  | 79  |
| 2016                           | La Valeta | Dunja Jeličić                       | «U la la la»               | 17 | 14  |
| 2017                           | Tiflis    | Irina Brodić & Jana Paunović        | «Ceo svet je naš»          | 10 | 92  |
| 2018                           | Minsk     | Bojana Radovanović                  | «Svet»                     | 19 | 30  |
| 2019                           | Gliwice   | Darija Vračević                     | «Podigni Glas»             | 10 | 109 |
| 2020                           | Varsovia  | Petar Aničić                        | «Heartbeat»                | 11 | 85  |
| 2021                           | París     | Jovana & Dunja                      | «Oči deteta»               | 13 | 86  |
| 2022                           | Ereván    | Katarina Savić                      | «Svet Bez Granica»         | 13 | 92  |
| No participó entre 2023 y 2024 |           |                                     |                            |    |     |

## Votaciones
Serbia ha dado más puntos a...
| N.º | País                | Pts |
| --- | ------------------- | --- |
| 1   | Rusia               | 75  |
| 2   | Georgia             | 71  |
| 3   | Macedonia del Norte | 66  |
| 4   | Armenia             | 64  |
| 5   | Bielorrusia         | 45  |
| 6   | Francia             | 44  |
| 6   | Países Bajos        | 44  |
| 7   | Ucrania             | 42  |
| 8   | Italia              | 37  |
| 9   | Polonia             | 36  |
| 9   | Malta               | 36  |
| 10  | Kazajistán          | 29  |

Serbia ha recibido más puntos de...
| N.º | País                | Pts |
| --- | ------------------- | --- |
| 1   | Macedonia del Norte | 97  |
| 2   | Países Bajos        | 48  |
| 3   | Ucrania             | 39  |
| 4   | Rusia               | 37  |
| 5   | Georgia             | 35  |
| 6   | Bielorrusia         | 31  |
| 7   | Suecia              | 29  |
| 8   | Malta               | 25  |
| 9   | Irlanda             | 22  |
| 10  | Italia              | 21  |

## Portavoces
| Año  | Portavoz           | 12 Puntos           |
| ---- | ------------------ | ------------------- |
| 2022 | Petar Aničić       | Irlanda             |
| 2021 |                    | Francia             |
| 2020 | Darija Vračević    | Bielorrusia         |
| 2019 | Bojana Radovanovic | Kazajistán          |
| 2018 | Lana Karic         | Macedonia del Norte |
| 2017 | Mina Grujic        | Ucrania             |
| 2016 | Tomislav Radojevic | Rusia               |
| 2015 | Dunja Jelicic      | Malta               |
| 2014 | Tamara Vasovic     | Bulgaria            |
| 2010 | Maja Mazic         | Macedonia del Norte |
| 2009 | Nevena Bozovic     | Bélgica             |
| 2008 | Andelija Eric      | Lituania            |
| 2007 | Andelija Eric      | Macedonia del Norte |
| 2006 | Milica Stanisic    | Rusia               |

- Datos: Q847342
- Multimedia: Serbia in the Junior Eurovision Song Contest / Q847342